# Tabea Zimmermann

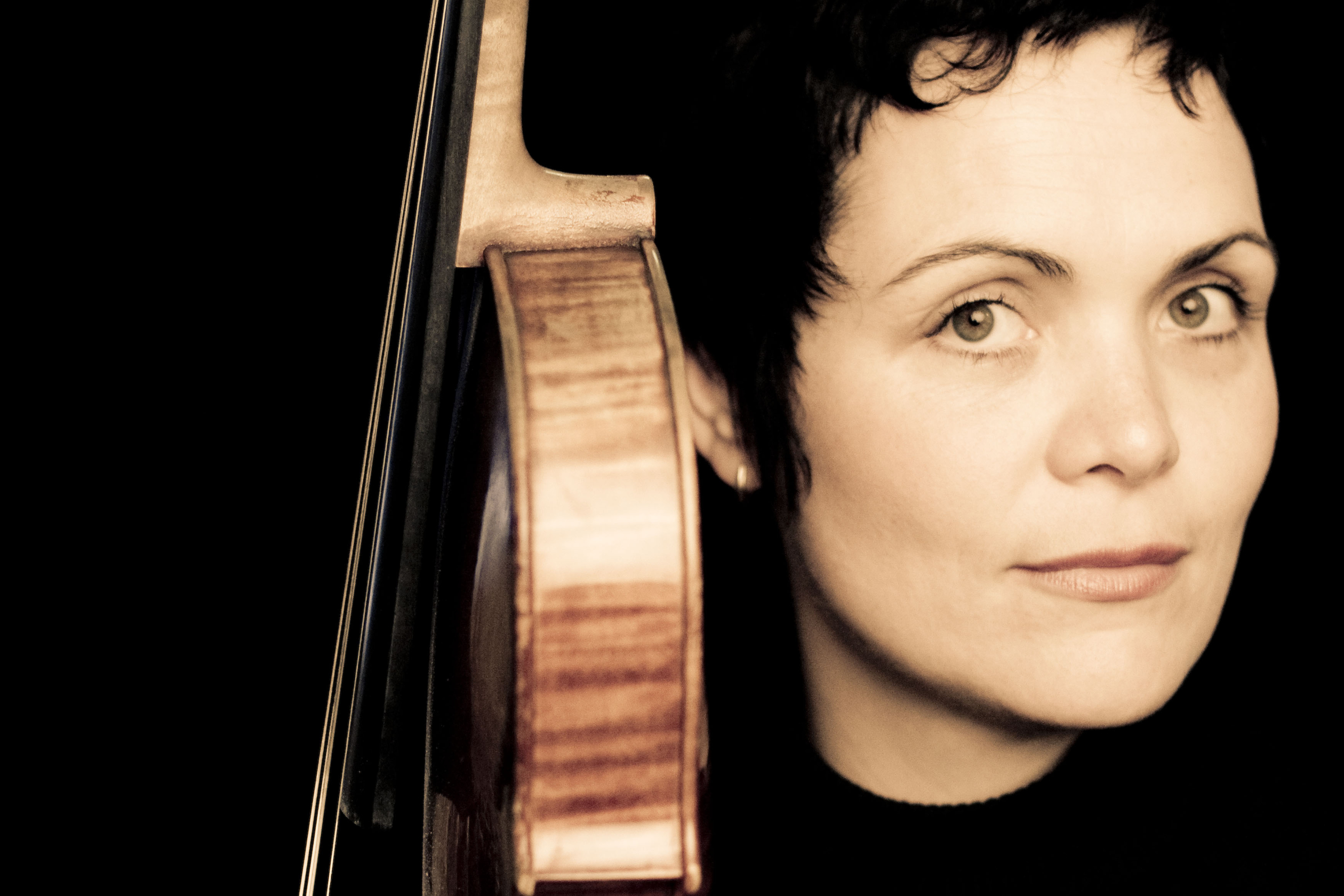
Tabea Zimmermann (2007)

Tabea Zimmermann (* 8. Oktober 1966 in Lahr) ist eine deutsche Bratschistin und Hochschullehrerin.

## Leben und Wirken
Tabea Zimmermann begann an der Musikschule ihrer Heimatstadt Lahr mit dem Bratschenspiel bereits als Dreijährige und mit dem Klavierspiel als Fünfjährige. Als ihren wichtigsten Lehrer bezeichnet sie Dietmar Mantel, der sie über zehn Jahre lang unterrichtete. Sie studierte Bratsche bei  Ulrich Koch an der Musikhochschule Freiburg, schloss ihr Studium 1985 an der Musikhochschule in Saarbrücken ab und perfektionierte sich ab 1986 bei Sándor Végh am Mozarteum in Salzburg. Während ihres Studiums nahm sie an internationalen Wettbewerben teil und gewann erste Preise in Genf (1982), Budapest (1984) und am Internationalen Bratschenwettbewerb Maurice Vieux in Paris (1983). Hierauf erhielt sie ein Instrument des französischen zeitgenössischen Geigenbauers Étienne Vatelot, auf der sie seitdem spielte. 2019 wechselte sie auf ein maßgefertigtes Instrument des Geigenbauers Patrick Robin.
Von 1987 bis 1989 unterrichtete sie als jüngste Professorin Deutschlands an der Musikhochschule Saarbrücken. 1994 übernahm sie die Bratschenklasse der Hochschule für Musik und Darstellende Kunst Frankfurt am Main, seit Oktober 2002 bis Anfang 2023 war sie Professorin an der Hochschule für Musik „Hanns Eisler“ Berlin; zum Sommersemester 2023 kehrte sie als Professorin für Viola und Kammermusik an die Hochschule für Musik und Darstellende Kunst Frankfurt am Main (HfMDK) zurück.
Seit 2024 ist Tabea Zimmermann Mitglied der Frankfurter Gesellschaft für Handel, Industrie und Wissenschaft (Casino Gesellschaft von 1802).
Von 1987 bis zu dessen frühem Tod im Jahr 2000 gab Tabea Zimmermann mit ihrem ersten Ehemann, dem israelischen Dirigenten David Shallon, regelmäßig Konzerte. Mit ihm hat sie zwei Söhne. Danach war sie mit dem US-amerikanischen Dirigenten Steven Sloane verheiratet, mit dem sie eine Tochter hat.
2011 wurde Tabea Zimmermann in die Nordrhein-Westfälische Akademie der Wissenschaften und der Künste gewählt. Sie ist 2022 zur Präsidentin des Stiftungsrates der Hindemith-Stiftung gewählt worden.
Tabea Zimmermann lebt mit ihren drei Kindern in Berlin.

## Auszeichnungen
Tabea Zimmermann erhielt nachfolgende Auszeichnungen:
- 1995 Frankfurter Musikpreis,
- 1997 Preis der Accademia Musicale Chigiana Siena,
- 1999 Rheingau Musikpreis und Würth-Preis der Jeunesses Musicales Deutschland,
- 2006 Paul-Hindemith-Preis der Stadt Hanau,
- 2008 Artist in Residence beim Kunstfest Weimar,
- 2012 Verdienstorden des Landes Baden-Württemberg.[2]
- 2014 ECHO Klassik in der Kategorie Instrumentalistin des Jahres (Viola) für Paul Hindemith: Sämtliche Werke für Viola Vol. 1 – Viola & Orchester[3]
- 2. Oktober 2018 Verdienstorden der Bundesrepublik Deutschland[4]
- 2020 Ernst von Siemens Musikpreis[5]